# ラーニング・コンパス
ラーニング・コンパス（英：OECD Learning Compass 2030）は、2015年に立ち上げられた"OECD Future of Education and Skills 2030"プロジェクトの成果物であり、OECDが2019年5月に公表した「学習の枠組み」である。
OECDのホームページに掲載されている日本語の仮訳は、2018年に公表された中間報告で「学びの羅針盤」と訳していたが、最終報告書では、表題のみ「ラーニング・コンパス（学びの羅針盤）」と訳し、本文中は単に「ラーニング・コンパス」と訳している。
羅針盤を比喩として採用しているのは、生徒が教師の決まりきった指導や指示をそのまま受け入れるのではなく、未知の環境の中で自力で取組、責任意識を伴う方法で進むべき道を見いだす必要性を強調する趣旨だとされている。

## 目標
ラーニング・コンパスは、私たちの将来の個々の幸福と社会の幸福に向かうための中核的な目標や要素を言語化することで、個々の学習者、教育者、政策立案者、組織の意思決定者といった各段階の様々な人たちが取り組むべきことを方向付けることを目標としている。

## 構成
最終報告書では、ラーニング・コンパスを図にして示している。ここでは、「学びの中核的な基盤」（Core Foundations）を中心に据え、その上に、知識、スキル、態度、価値観をはじめとする資質・能力（コンピテンシー）をコンパスの芯と針として置き、「学びの中核的な基盤」の周りに「より良い未来の想像に向けた変革を起こすコンピテンシー」（Transformative Competencies）として「新たな価値を創造する力」、「責任ある行動をとる力」、「対立やジレンマに対処する力」の３つを配す構成として示されている。
学習者は、「生徒エージェンシー」と「共同エージェンシー」をもって、このコンパスを活用し、見通し（Anticipation）、行動（Action）、振り返り（Reflection）のサイクル（AARサイクル）を回しながら、様々な道を選択し、2030年の幸せな生活・社会を目指すのである。
羅針盤を活用する学習者がどのような姿勢・意欲で2030年を目指すかという点で重要であることから、「生徒エージェンシー」は、ラーニング・コンパスにおける中心的な概念だとされている。

### 日本の教育政策との関係
日本では、平成28年12月、「幼稚園、小学校、中学校、高等学校及び特別支援学校の学習指導要領等の改善及び必要な方策等について（答申）」が中央教育審議会から出され、これを受けて、学習指導要領等が改訂され、順次実施されつつある（小学校：令和２年度本格実施、中学校：令和３年度本格実施、高等学校：令和４年度入学生より年次進行で本格実施）。
この答申では、「何ができるようになるか」を重視することを打ち出し、育成すべき資質・能力を「知識及び技能」、「思考力、判断力、表現力等」、「学びに向かう力、人間性等」の３つの柱で再整理することを求めている。
こうしたことから、日本の教育政策の流れと、ラーニング・コンパスが示す指針は、方向性を一にしているものだと考えられている。特に、ラーニング・コンパスの「生徒エージェンシー」は、この「学びに向かう力、人間性等」に類するものだとされ、文部科学省も「学びに向かう力、人間性等」を重視するのが世界的な潮流であると積極的に紹介している。